# فرانك كوربي
فرانك كوربي (بالإنجليزية: Frank Corby)‏ هو لاعب كرة قدم أسترالية أسترالي، ولد في 24 ديسمبر 1924.

## وصلات خارجية
- فرانك كوربي على موقع AustralianFootball.com (الإنجليزية)
- فرانك كوربي على موقع AFLtables.com (الإنجليزية)